# 科尔纳戈
科尔纳戈，是西班牙拉里奥哈自治区的一个市镇。总面积81平方公里，总人口560人（2001年），人口密度7人/平方公里。